# 류시원
류시원(1972년 10월 6일~)은 대한민국의 배우, 가수, 작사가, 카레이서, 방송인이다. 1994년 KBS 한국방송공사 특채 탤런트 출신으로 데뷔했다.

## 생애
본관은 풍산이며 13대조는 류성룡, 12대조는 류여, 11대조는 류원지, 10대조는 류만하이다. 1972년 10월 6일 대한민국 서울특별시 서초구에서 출생했다.
1994년 KBS 특채 탤런트로 데뷔했으며, KBS TV 드라마 《느낌》으로 데뷔했다. 신구전문대학에서 산업디자인을 전공한 뒤 동국대학교 연극영화학과에 편입해 학사 학위를 취득하였다. 데뷔 이후 드라마 《사랑할때까지》, 《세상 끝까지》, 《순수》, 《종이학》, 《진실》, 《비밀》 등에 출연하며 인기를 끌었고, 《TV가요 20》, 《호기심 천국》, 《결정 맛대맛》 등에 출연했다. 2001년 9월 22일, 현대 투스카니를 1호차를 제공을 받았으며, 1995년 2월 6일 새벽에는 승용차를 몰고 가다가 행인을 치어 숨지게 한 혐의 때문에 서울강남경찰서로부터 교통사고처리특례법위반 혐의로 구속영장을 신청받기도 해 논란을 빚은 적이 있다. 다만 이는 행인의 잘못으로 류시원이 운전하고 있는 도로에 술취한 행인이 류시원의 차량을 택시로 오인하여 뛰어드는 바람에 류시원은 행인을 미처 피하지 못해 일어난 사건이다.
2004년에는 드라마 《아름다운 날들》(2001년작)을 계기로 일본에서 한류 스타로 인기를 얻으면서 가수로 데뷔해 2005년 12월에는 제47회 일본 레코드 대상에서 대중상을 수상했다.
2001년 12월 4일부터 방송된 황현정 前 KBS 아나운서와 함께 SBS 《류시원 황현정의 NOW》의 공동 MC를 맡아 토크쇼 사회자 데뷔를 했으나 TV 프로그램 및 연예인의 홍보에만 치중했다는 점, 부적절한 언어 사용, 선정적이고 폭력적인 대화 등의 문제점으로 비난을 샀으며 이 과정에서 민주언론운동시민연합 방송 모니터 위원회가 선정한 2002년 4월 '이달의 나쁜 방송'에 선정되는 불명예를 안았고 결국 7개월 만에(2002년 7월 9일 종영) 프로그램이 막을 내려야 했다. 참고로 류시원은 《나우》 메인 MC를 맡으면서 해당 프로그램 앞 시간에 방영된 KBS 2TV 인기 월화 미니시리즈 《겨울연가》 캐스팅 제의를 고사한 바 있었다.
그 뒤, 이혼 소송 등의 이유 탓인지 메인 MC로 활동한 MBC 《추억이 빛나는 밤에》이후 지상파 활동이 뜸해졌다가 2015년 SBS 《더 레이서》진행을 맡아 지상파 복귀를 간신히 할 수 있었다.
하지만, 2009년 SBS 《스타일》이후 지상파 드라마 출연이 뜸한 상태인데 이 작품에 앞서 같은 채널 《시티홀》캐스팅 물망에 거론됐으나 이런저런 사정 때문에 불발됐다.
2004년 일본 데뷔 후 매년 앨범 발매와 콘서트 투어를 통해 연기자, 가수로 왕성하게 활동하고 있다.

## 학력
- 서울반포국민학교 (졸업)
- 반포중학교 (졸업)
- 세화고등학교 (졸업)
- 신구전문대학 산업디자인과 전문학사 (졸업)
- 동국대학교 연극영화학과 (졸업)

## 가족 관계
- 아버지 : 류선우
- 형 : 류시관
- 여동생 : 류주경
- 딸 : 류현서

## 인맥
- 가수 겸 배우 김원준·김민종·박용하, 개그맨 윤정수 등과 절친한 친구 관계이다.[10]

## 출연작

### 텔레비전 드라마
- 1994년 KBS 《느낌》 - 강동욱 역
- 1995년 MBC 《캠퍼스 연가》
- 1995년 KBS 《창공》 - 공군사관학교 3학년 생도 강기훈 역
- 1996년 SBS 《곰탕》- 정인성 역
- 1996년 KBS 《사랑할때까지》- 오영창 역
- 1997년 SBS 《행복은 우리 가슴에》 - 남민우 역
- 1997년 KBS 《프로포즈》 - 정수빈 역
- 1997년 KBS 《완벽한 남자를 만나는 방법》 - 이혁 역
- 1998년 MBC 《세상 끝까지》 - 이세준 역
- 1998년 KBS 《순수》 - 하진우 역
- 1998년 KBS 《종이학》 - 정은학 역
- 2000년 MBC 《진실》 - 정현우 역
- 2000년 MBC 《비밀》 - 김준호 역
- 2001년 SBS 《아름다운 날들》 - 이선재 역
- 2002년 MBC 《그 햇살이 나에게》 - 강동석 역
- 2002년 MBC 《그대를 알고부터》 - 조기원 역
- 2003년 KBS 《그녀는 짱》 - 미카엘 역
- 2005년 KBS 《웨딩》 - 한승우 역
- 2005년 NTV 《히키코모리 노 온나》
- 2007년 NHK 《돈도 하레》
- 2007년 TBS 《조시데카》
- 2009년 SBS 《스타일》 - 서우진 역
- 2010년 TBS 《반장 진난서 아즈미 반장 2》
- 2011년 KBS 《노리코 서울에 가다》 - 김현재 역
- 2012년 채널A 《굿바이 마눌》 - 차승혁 역
- 2020년 KBS2 수목드라마 《영혼수선공》 - 송민수 역 (특별출연)

### 광고 활동
- 1995년 - 1997년 브랑누아
- 1995년 크라운제과 샬레 (이제니와 공동 출연)
- 1995년 크라운제과 쿠크다스
- 1997년 충남이동통신 삐삐 015
- 1997년 롯데칠성 레쓰비 (feat. 전지현)
- 1997년 비락 유자가 사과를 만났을 때 (feat. 전도연)
- 1998년 - 1999년 동산C&G 섹시마일드 (feat. 이나영)
- 1998년 코니카필름 (feat. 유동근, 채시라, 최수종, 송윤아)
- 1999년 한화정보통신 G2 (feat. 한고은)
- 1999년 트라이브렌즈 샤빌 노라인 브라
- 1999년 한미냉동식품 슛탕
- 1999년 LG유플러스 채널아이 (feat. 명세빈)
- 1999년 코니카필름 센츄리아 (feat. 유동근, 채시라, 최수종, 송윤아)
- 2000년 홈TV인터넷
- 2000년 KT N016/ NEW & MORE (feat. 김효진)
- 2000년 삼성전자 블루윈 에어컨
- 2000년 한국낙농육우협회 우유 마시기 캠페인 (feat. 윤정수)
- 2001년 전자랜드 (feat. 김상중, 소유진, 김소연)
- 2006년 필립스
- 2007년 - 2009년 신라면세점 광고모델
- 2011년 삼성 갤럭시 S2 LTE
- 2011년 일본 루프루프 샴푸
- 2012년 일본 H.I.S

### 방송
- 1994년 : 《톱스타 인생극장 - 위대한 탄생》 (KBS2)
- 1994년 : 《토요일 7시가 좋다 - 스타 포커스》 (KBS2)
- 1995년 : 《TV는 사랑을 싣고》 (KBS2)
- 1997년 : 《TV 가요 20》 (SBS)
- 1998년 : 《뮤직뱅크》 (KBS2)
- 1998년 : 《생방송 좋은 아침입니다》 (KBS2)
- 1999년 : 《연예가 중계》 (KBS2)
- 1998년 - 2001년 : 《호기심 천국》 (SBS)
- 1999년 - 2000년 : 《스타데이트 최고의 만남》 (KBS2)
- 2000년 - 2001년:  《생방송 음악캠프》 (MBC)
- 2001년 - 2002년 : 《류시원 황현정의 NOW》 (SBS)
- 2003년 - 2007년 : 《결정 맛대맛》 (SBS)
- 2010년 : 《여우의 집사》 (MBC)
- 2011년 : 《추억이 빛나는 밤에》 (MBC)
- 2011년 : 《스타 인생극장》 (KBS)
- 2015년 : 《더 레이서》 (SBS)
- 2021년 : 《프리한 닥터엠》 (tvN)
- 2021년 : 《골프왕2》 (TV조선)
- 2022년 : 《낭만비박 집단가출》 (TV조선)

### 뮤직 비디오
- 1998년 벅 《성공시대》
- 2000년 조성모 《다음 사람에게는》
- 2002년 소냐 《눈물이 나》

## 저서
- 1999년 《류시원의 맛있는 유혹》

## 홍보대사
- 2000년 ~ 서울특별시 홍보 사절
- 2006년 3월 ~ 2007년 2월 한국 문화관광 홍보대사
- 2006년 8월 ~ 필립스 면도기 홍보대사
- 2007년 2월 ~ 2008년 2월 한국 문화관광 홍보대사
- 2007년 3월 ~ 경상북도 방문의 해 홍보대사
- 2007년 7월 ~ 포에버 아시안 컬처 엑스포 인 재팬 홍보대사
- 2008년 2월 ~ 한국 문화관광 홍보대사

## 수상 경력
- 1996년 KBS 연기대상 남자 신인연기상
- 1997년 KBS 연기대상 남자 인기상
- 1998년 KBS 연기대상 남자 인기상, 남자 우수연기상
- 1999년 제16회 코리아 베스트 드레스상
- 1999년 제35회 백상예술대상 TV부문 남자 인기상
- 2000년 MBC 연기대상 남자 우수연기상
- 2001년 SBS 연기대상 10대 스타상
- 2002년 MBC 연기대상 연속극부문 남자 우수연기상
- 2005년 제47회 일본레코드대상 대중상
- 2005년 제19회 일본 레코드디스크대상 본상
- 2007년 SBS 연예대상 특별상
- 2007년 대한민국 모델상 시상식 한류스타상
- 2008년 니가타현지사 감사장
- 2008년 감수포장
- 2008년 대통령 표창장
- 2009년 제4회 필립스 한국모터스포츠 대상 에디피스 인기상
- 2009년 한류관광의 밤 한류스타투어부문 공로패
- 2009년 서울관광대상 인기 서울관광 연예인상
- 2010년 제5회 한국모터스포츠대상 올해의 감독상
- 2010년 제5회 한국모터스포츠대상 올해의 인기상
- 2010년 제18회 대한민국 문화연예대상 한류스타 대상
- 2010년 제2회 코리아 주얼리 어워드 아시아스타상
- 2010년 2009 CJ 오 슈퍼레이스 어워드 공로상
- 2011년 티빙 슈퍼레이스 챔피언십 제6전 제네시스 쿠페 클래스 3위
- 2011년 페라리 챌린지 레이스 대회 아시아태평양지역 2라운드 우승
- 2011년 페라리 챌린지 레이스 대회 우승
- 2012년 제7회 한국모터스포츠 어워즈 에네오스 인기상
- 2013년 제8회 한국모터스포츠 어워즈 인선이엔티 인기상
- 2013년 CJ 헬로비전 슈퍼레이스 챔피언십 GT클래스 7라운드 우승
- 2013년 CJ 헬로비전 슈퍼레이스 챔피언십 GT클래스 3라운드 3위
- 2013년 CJ 헬로비전 슈퍼레이스 챔피언십 GT클래스 2라운드 2위